# 福富雪底
福富 雪底（ふくとみ せってい、1921年（大正10年）- 2005年（平成17年）10月4日）は、昭和・平成期の日本の臨済宗の僧。臨済宗大徳寺520世、大徳寺派第14代管長等を歴任した。庵号は「似庵」、「似無愁庵」。

## 生涯
大正10年、新潟県生まれ。東京都台東区上野・広徳寺の福富以清の下で得度。
大正大学在学中の1943年（昭和18年）に学徒動員を経験する。1944年（昭和19年）、大学卒業後、仙台陸軍予備士官学校に入学し陸軍少尉となる。
1945年（昭和20年）、台湾で終戦を迎える。復員後、福岡県久留米市の妙心寺派梅林僧堂に掛塔し、東海玄照を師とする。
1961年（昭和36年）、広徳寺30代住職となる。住職が妻帯をせず、住職となるものが先代住職の養子となる同寺の慣例により、先代の住職の姓である福富を継ぎ、名を雪底と改めた。
1983年（昭和58年）に第14代大徳寺派管長に就任し、2003年（平成15年）まで20年間在職した。1984年から1986年に大徳寺520世住持。
2005年（平成17年）、84歳で死去。
現在の台東区役所の敷地内に、広徳寺が練馬に移転する際に雪底が記した七言絶句の漢詩「髙掲法幢三百載　己憂斯地累兒孫　無邊廣大先人徳　饞勤碑陰去故園」の碑が残っている。

## 著書
- 『人生、しっかり生きなされよ』春秋社、2002年